# Ljudmila Michailowna Pawlitschenko

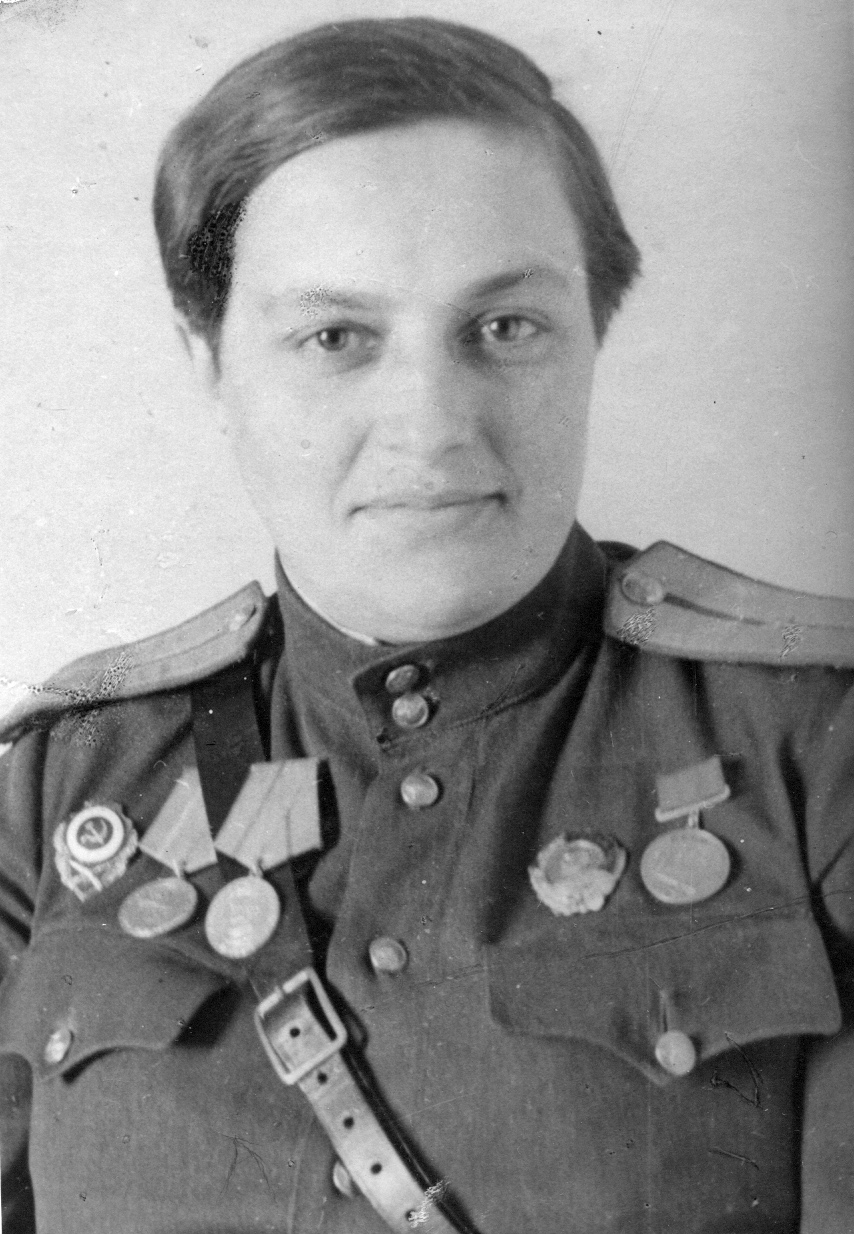
Ljudmila Pawlitschenko (ca. 1943)

Ljudmila Michailowna Pawlitschenko (russisch Людмила Михайловна Павличенко, wiss. Transliteration Ljudmila Michajlovna Pavličenko; * 12. Juli 1916 in Bila Zerkwa; † 10. Oktober 1974 in Moskau) war eine sowjetische Scharfschützin. Mit 309 bestätigten Treffern zählt sie zu den effizientesten Scharfschützen des Zweiten Weltkrieges und gilt als erfolgreichste Scharfschützin aller Zeiten.

## Leben vor dem Krieg
Pawlitschenko (gebürtig Belowa) wurde als ethnische Russin am 12. Juli 1916 im ukrainischen Bila Zerkwa geboren und zog im Alter von 14 Jahren mit ihrer Familie nach Kiew. Dort wurde sie Mitglied eines Schützenvereins und absolvierte eine Ausbildung zur Scharfschützin, während sie parallel als Schleiferin im Arsenalwerk arbeitete. 1937 verteidigte sie als Studentin der Universität Kiew erfolgreich ihre Magisterarbeit über Bohdan Chmelnyzkyj.

## Zweiter Weltkrieg

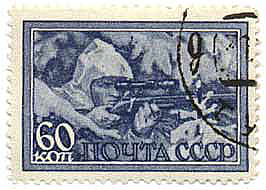
Sowjetische Briefmarke von 1943

Im Juni 1941, als das nationalsozialistische Deutschland unter dem Decknamen Unternehmen Barbarossa den Überfall auf die Sowjetunion startete, war Pawlitschenko 24 Jahre alt und studierte Geschichtswissenschaften an der Universität Kiew. Sie meldete sich als Freiwillige an die Front und wurde der 25. Schützendivision zugewiesen. Damit gehörte sie zu den rund 2000 weiblichen Scharfschützen in der Roten Armee, von denen lediglich etwa 500 den Krieg überlebten. Ihre ersten beiden gegnerischen Soldaten erschoss sie mit einem Repetiergewehr Mosin-Nagant im Rahmen einer Exekution in der Nähe der Siedlung Beljajewka, zwei rumänische Kriegsgefangene. Nachdem sie die beiden Rumänen erschossen hatte, sei sie akzeptiert gewesen. In ihre Tötungsstatistik gingen die beiden jedoch nicht ein – schließlich habe es sich nur um „Testschüsse“ gehandelt.
Pawlitschenko kämpfte rund zweieinhalb Monate in der Nähe von Odessa, wo ihre Schüsse 187 gegnerische Soldaten töteten. Als die Deutschen die Kontrolle über Odessa erlangten, wurde ihre Einheit nach Sewastopol auf die Krim-Halbinsel verlegt. Im Mai 1942 war sie bereits im Rang eines Leutnants und wurde von der Führung der Südlichen Armee für die Tötung von 257 Soldaten der Achsenmächte ausgezeichnet. Am Ende ihrer aktiven Einsätze hatte sie 309 feindliche Soldaten nachweislich getötet, die Anzahl der von ihr kampfunfähig geschossenen gegnerischen Soldaten ist unbekannt.
Im Juni 1942 wurde Pawlitschenko durch eine Mörsergranate verwundet. Sie erholte sich, doch knapp einen Monat, nachdem die berühmt gewordene Frau wieder an die Front gekommen war, wurde sie aus dem Einsatz genommen, da die Armeeführung im Falle ihres Todes eine demoralisierende Wirkung auf die Soldaten befürchtete.
Sie wurde nach Kanada und in die USA auf eine PR-Reise geschickt und wurde zur ersten Sowjetbürgerin, die von einem US-amerikanischen Präsidenten – Franklin D. Roosevelt – im Weißen Haus empfangen wurde. Später reiste Pawlitschenko zusammen mit Eleanor Roosevelt durch Nordamerika, um über ihre Kampferfahrungen zu erzählen. Ihr Ziel war es, „Unterstützung für eine zweite Front gegen die Nazis in Frankreich zu mobilisieren. Das stieß besonders bei den Briten auf Ablehnung“ (Die 2. Front kam erst 1944 mit dem D-Day). Sie hielt eine Rede vor einer internationalen Studentenvereinigung in Washington, D.C. und trat bei der CIO-Gewerkschaft in New York auf. Während ihres Besuchs in Kanada mit zwei anderen Scharfschützen – Wladimir Pechelinzew und Nikolai Krassawtschenko – wurde sie in Toronto an der Union Station von Tausenden empfangen.
Bei der Rückkehr in die Sowjetunion wurde sie zum Major befördert. Bis zum Kriegsende blieb sie Ausbilderin für sowjetische Scharfschützen.

## Nach dem Krieg

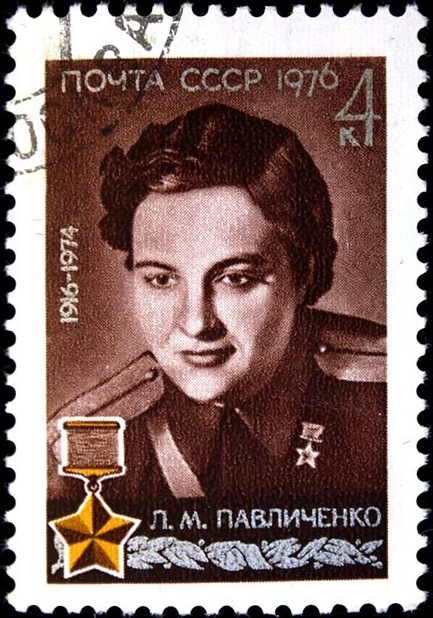
Sowjetische Briefmarke von 1976

Nach dem Krieg schloss sie ihr Studium an der Universität Kiew ab und arbeitete als Historikerin und bei der sowjetischen Marine. Später war sie beim sowjetischen Komitee der Kriegsveteranen tätig.
Pawlitschenko starb am 10. Oktober 1974 im Alter von 58 Jahren und wurde auf dem Nowodewitschi-Friedhof beigesetzt.

## Würdigung
1943 bekam sie den Goldenen Stern der Helden der Sowjetunion und wurde auf einer sowjetischen Briefmarke gewürdigt.
Zwei Jahre nach ihrem Tod erschien ihr zu Ehren eine weitere sowjetische Briefmarke, und ein ukrainisches Frachtschiff wurde nach ihr benannt. In Sewastopol gibt es eine nach ihr benannte Straße.
Der US-amerikanische Folksänger Woody Guthrie schrieb ihr zu Ehren ein Lied mit dem Titel „Miss Pavlichenko“ und steigerte damit noch ihre Popularität. Der Text enthält unter anderem die Verse: „The whole world will love her for a long time to come / For more than three hundred nazis fell by your gun“ (dt. etwa: „Die ganze Welt wird sie noch lange lieben / denn mehr als 300 Nazis fielen durch dein Gewehr“).
Der ukrainisch-russische Film des Regisseurs Sergei Mokritsky aus dem Jahr 2015 Red Sniper – Die Todesschützin handelt von ihrem Leben und zählt in beiden Ländern zu den erfolgreichsten Kinoproduktionen des Jahres 2015.